# Tour de Panamá
La Vuelta a Panamá (Tour Ciclístico de Panamá)  es una prueba oficial del calendario panameño de ciclismo profesional, élite/sub-23 (amateur) que se disputa en Panamá.
El corredor que más veces la ha ganado es Ramón Carretero, con cuatro victorias (2009, 2010, 2011 y 2012)

## Palmarés
| Año  | Ganador                  | Segundo            | Tercero            |
| ---- | ------------------------ | ------------------ | ------------------ |
| 2005 | Jonathan Torres          | ?                  | ?                  |
| 2006 | Jonathan Torres          | Eibar Villarreal   | Yelko Gómez        |
| 2007 | Yelko Gómez              | David Pareja       | Jonathan Torres    |
| 2008 | Yelko Gómez              | ?                  | Fernando Ureña     |
| 2009 | Ramón Carretero          | Yelko Gómez        | Jonathan Torres    |
| 2010 | Ramón Carretero          | ?                  | ?                  |
| 2011 | Ramón Carretero          | Maicol Rodríguez   | Eibar Villarreal   |
| 2012 | Ramón Carretero          | Maicol Rodríguez   | Eibar Villarreal   |
| 2013 | José Rodríguez Caballero | Jorge Castelblanco | Eduardo Vallarino  |
| 2014 | Yelko Gómez              | ?                  | ?                  |
| 2015 | Roberto González         | Fernando Ureña     | Maicol Rodríguez   |
| 2016 | Roberto González         | Maicol Rodríguez   | Yelko Gómez        |
| 2017 | Carlos Samudio           | Roberto González   | Franklin Archibold |
| 2018 | Carlos Samudio           | Yelko Gómez        | Franklin Archibold |
| 2019 | Fabricio Ferrari         | Stiber Ortiz       | Christofer Jurado  |
| 2020 | No hubo carrera          | No hubo carrera    | No hubo carrera    |
| 2021 | Franklin Archibold       | José Castillo      | Christofer Jurado  |
| 2022 | Bolívar Espinosa         | Luis López         | Roberto González   |

## Palmarés por países
| País    | Victorias |
| ------- | --------- |
| Panamá  | 16        |
| Uruguay | 1         |